# Nectarinia oritis
Nectarinia oritis é uma espécie de ave da família Nectariniidae.
Pode ser encontrada nos seguintes países: Camarões, Guiné Equatorial e Nigéria.